# Jorge Alberto Cavazos Arizpe
Jorge Alberto Cavazos Arizpe (Monterrei, 31 de julho de 1962) é um prelado mexicano da Igreja Católica. É Arcebispo de San Luis Potosí e antes, foi bispo de San Juan de los Lagos.

## Biografia

### Primeiros anos e treinamento
Nasceu em 31 de julho de 1962 na cidade de Monterrei, Novo León. Ele é o caçula de seis filhos do casamento de Héctor Manuel Cavazos Gutiérrez e Lidia Arizpe González. Formou-se em teologia moral na Pontifícia Universidade Católica do México.

### Sacerdócio
Em sua vida sacerdotal atuou como Diretor Espiritual do Instituto de Filosofia e foi professor de teologia moral de 1993 a 1999 e de 2004 a 2008, além de diretor de Teologia do Seminário de Monterrey de 1999 a 2002.
Foi pároco da Paróquia de Jesús el Buen Pastor em Monterrey, Nuevo León, de 3 de agosto de 2002 até sua nomeação como bispo auxiliar da Arquidiocese de Monterrey em 2009.

## Episcopado

### Bispo Auxiliar de Monterrey
O Papa Bento XVI o nomeou bispo auxiliar da Arquidiocese de Monterrey em 7 de janeiro de 2009, sendo consagrado em 26 de março do mesmo ano, como bispo titular de Isola, na Catedral Metropolitana de Monterrey, pelo Cardeal Francisco Robles Ortega, arcebispo de Monterrey, coadjuvado por Christophe Pierre, núncio apostólico no México e por Miguel Angel Alba Díaz, bispo de La Paz en la Baja California Sur.
Foi administrador apostólico da Arquidiocese de Monterrey de 7 de fevereiro a 5 de dezembro de 2012. Foi também administrador apostólico da Diocese de Nuevo Laredo de 29 de julho de 2015 a 13 de janeiro de 2016.

### Bispo de San Juan de los Lagos
Em 2 de abril de 2016 foi nomeado pelo Papa Francisco como bispo da Diocese de San Juan de los Lagos, México.
Em 9 de novembro de 2021, foi nomeado Tesoureiro Geral da Conferência do Episcopado Mexicano para o triênio 2021-2024.

### Arcebispo de San Luis Potosí
Em 26 de março de 2022, o Papa Francisco o nomeou como o IV Arcebispo da Arquidiocese de San Luis Potosí após a renúncia por idade de Dom Jesús Carlos Cabrero Romero.
Em uma entrevista coletiva em San Juan de los Lagos no mesmo dia, ele anunciou que servirá como administrador apostólico da Diocese de San Juan de los Lagos até a posse de quem for nomeado novo bispo.